# Montoriol d'Amunt
Montoriol d'Amunt, antigament anomenat Selvanera (de Selva negra. per l'espessor del bosc), és un poble desaparegut del terme comunal de Montoriol, a la comarca dels Aspres, o la del Rosselló, a la Catalunya del Nord.
Està situat a 359 m alt, al sud-oest del terme municipal, prop del límit amb Calmella i amb Oms, al lloc on hi hagué més tard el Mas d'en Manent (mas desaparegut, però se'n conserva el topònim).

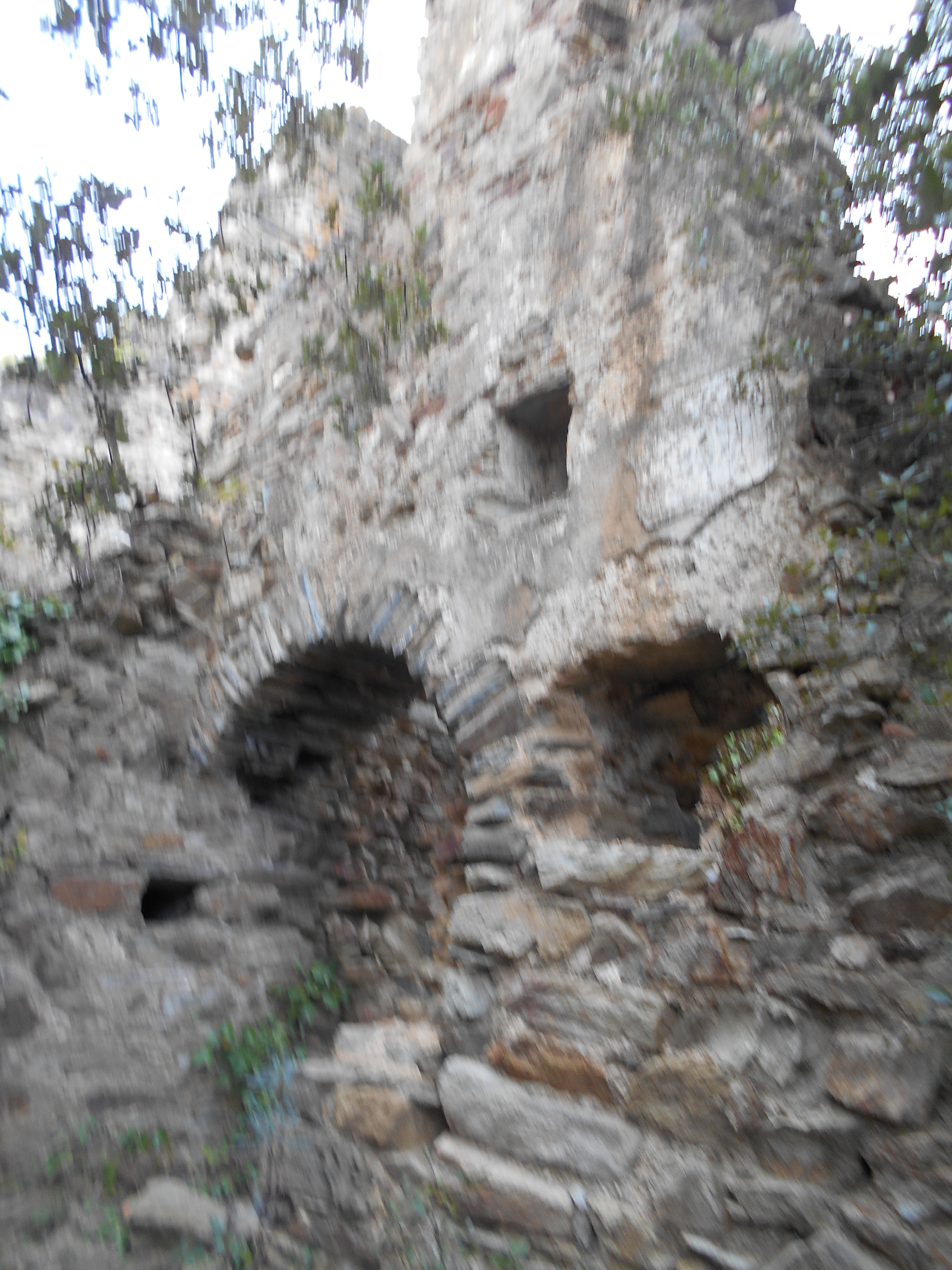
Restes de les cases

Associat al Castell de Montoriol d'Amunt, es tenen poques referències del poble sorgit a l'entorn del castell; només, que era un poble d'hàbitat dispers, en part ran del castell i en part repartit pel solà situat al nord-oest seu, on hi ha encara l'església de Santa Maria, que en fou la parroquial.
Dins de les restes del castell i de part de l'antic poble hi hagué durant molts anys el Mas d'en Manent, bastit aprofitant les seves ruïnes; en l'actualitat, el mas també és arruïnat. Es conserven restes importants d'unes tres o quatre cases, i molt més trinxades, les d'altres cases i de l'església del castell, dedicada a sant Miquel.